# John Fujioka
John Mamoru Fujioka (Hawai, 29 de junio de 1925 – 13 de diciembre de 2018) fue un actor estadounidense de ascendencia japonesa. Fue particularmente conocida por sus papeles de soldado japonés en películas como El último vuelo del Arca de Noé (The Last Flight of Noah's Ark), Quien tiene un amigo... tiene un tesoro (Chi trova un amico trova un tesoro) o El guerrero americano (American Ninja). 

## Biografía
Nacido en el bosque de Ola'a, cerca de Kurtistown, en la isla de Hawái, en el seno de una familia japonesa-estadounidense, en 1944 se ofreció como voluntario a pesar de ser homosexual e hizo su servicio militar como traductor del japonés en la PACMIRS (Sección de Investigación de Inteligencia Militar del Pacífico) de la Oficina de Servicios Estratégicos en Estados Unidos y luego en Japón en Sendai, Morioka y Tokio después del final de la guerra. Nunca fue enviado a la Frente del Pacífico pero recibió todas las condecoraciones y medallas de los combatientes. Durante su servicio militar no le gustaban los bares por lo que comenzó a ir al cine y a ver representaciones teatrales.
Fujioka empezó su carrera en los 60 con el nombre de John Mamo. En 1962 tuvo un pequeño papel junto a Vincent Price en Confessions of an Opium Eater. A causa de su ascendencia japonesa y de su aspecto físico (calvo y con bigote), se le asoció con determinados papeles durante tres décadas. Inicialmente hizo papeles pequeños como Mundo futuro (Futureworld) y La batalla de Midway (Midway). En 1980, Fujioka tuvo un rol protagónico en El último vuelo del Arca de Noé (The Last Flight of Noah's Ark) junto a Elliott Gould y Geneviève Bujold, donde hace el papel de un soldado japonés en una isla desierta que no sabe que la guerra ha terminado. También tuvo un papel muy destacado en la comedia de Bud Spencer y Terence Hill, Quien tiene un amigo... tiene un tesoro (Chi trova un amico trova un tesoro), a la que le siguieron otras películas de acción como Duelo final (The Octagon) con Chuck Norris,  El guerrero americano (American Ninja) con Michael Dudikoff o El guerrero del amanecer (Steel Dawn), de Lance Hool. Su último papel en el cine fue en 2001 Pearl Harbor en el papel de Comandante Nishikura.
Fujioka, que era abiertamente homosexual, tuvo una relación de toda la vida con su compañero sentimental Gerald Lentes.

## Filmografía
- 1962 Confessions of an Opium Eater, de Albert Zugsmith
- 1962 Una muchacha llamada Tamiko (A Girl Named Tamiko), de John Sturges
- 1964 La armada de McHale (McHale's Navy), de Edward Montagne
- 1972-1975 Kung Fu (serie de televisión)
- 1976 La batalla de Midway (Midway), de Jack Smight
- 1976 Mundo futuro (Futureworld), de Richard T. Heffron
- 1980 Detectives casi privados (The Private Eyes), de Lang Elliott
- 1980 El último vuelo del Arca de Noé (The Last Flight of Noah's Ark), de Charles Jarrott
- 1980 Duelo final (The Octagon), de Eric Karson
- 1981 Quien tiene un amigo... tiene un tesoro (Chi trova un amico trova un tesoro), de Sergio Corbucci
- 1982 Una especie de héroe (Some Kind of Hero), de Michael Pressman
- 1982 Cuentos del mono de oro (Tales of the Gold Monkey) (serie de TV)
- 1982 Le llamaban Bruce (They Call Me Bruce), de Elliott Hong
- 1985 El guerrero americano (American Ninja), de Sam Firstenberg
- 1986 Body Slam, de Hal Needham
- 1987 El guerrero del amanecer (Steel Dawn), de Lance Hool
- 1988 The Last Samurai, de Paul Mayersberg
- 1989 Píntalo de negro (Paint It Black), de Tim Hunter y Roger Holzberg
- 1991 Detective con medias de seda (V.I. Warshawski)', de Jeff Kanew
- 1992 American Samurai, de Sam Firstenberg
- 1993 American Yakuza, de Frank A. Cappello
- 1995 Prehisteria 3 (Prehysteria! 3), de David DeCoteau
- 1995 Mortal Kombat, de Paul W.S. Anderson
- 1997 Tear It Down, de Jeff Boortz
- 2001 Pearl Harbor, de Michael Bay